# Società Americana per l'Interlingua
La Societate Americana pro Interlingua (Società Americana per l'Interlingua, SAI) si è organizzata per diffondere lo studio, uso e benefici di conoscere e usare l'Interlingua nei paesi di Canada, Messico e Stati Uniti. La Società è affiliata informalmente con l'Unione Mondiale per l'Interlingua.

## Confluentes
Confluentes è il periodico della Società Americana per l'Interlingua. Si pubblica quattro volte all'anno. Contiene tra 16 e 24 pagine di articoli su vari temi e altre opere interessanti.

## Vede anche
- La Academia per l'Interlingua in America